# 1st Priority
「1st Priority」（ファースト・プライオリティ）は、メロキュアの2枚目のシングル。2003年2月1日にコロムビアミュージックエンタテインメント(現・日本コロムビア)から発売された。

## 概要
表題曲「1st Priority」はテレビアニメ『ストラトス・フォー』のオープニングテーマとして使用された。曲名は「いちばん大切な人」という意味が込められている。
本曲ではAメロとBメロでは岡崎律子と日向めぐみが交互にメインボーカルを担当しており、サビでは日向がメインで歌っている。
ソロ活動の各名義や他アーティストへの提供曲も含めて、日向が作詞・作曲の両方を担当した楽曲としては初のシングルのタイトル曲である。
2015年発売のアルバム『メロディック・スーパー・ハード・キュア』には、末光篤のリアレンジによる新録で「1st Priority [メロキュア meets 末光篤 a.k.a. SUEMITSU & THE SUEMITH]」がオリジナル版とともに収録されている。アレンジのほか、オリジナル版とは岡崎と日向の歌唱パート分けも変更されている。
カップリング曲「So far, so near」は同アニメの劇中歌として使用された。夢や人と人との関係のイメージで、「遠くて近い、近くて遠い」という意味でつけられた曲名である。メインボーカルは岡崎が担当している。
『ストラトス・フォー キャラクターソングアルバム beyond the stratosphere』には、アレンジャーの西脇辰弥のピアノ伴奏による新録で「So far so near(Acoustic Version)」が収録されている。このバージョンはメロキュアのアルバム『メロディック・スーパー・ハード・キュア』に収録されている。

## 収録曲
1. 1st Priority(作詞・作曲：日向めぐみ／編曲：関淳二郎）
  - テレビアニメ『ストラトス・フォー』オープニングテーマ
2. So far, so near (作詞・作曲：岡崎律子／編曲：西脇辰弥）
  - テレビアニメ『ストラトス・フォー』劇中歌
3. 1st Priority(オリジナルカラオケ)
4. So far, so near(オリジナルカラオケ)

## エピソード
- リリース当時の深夜アニメの主題歌のCDシングルとしては異例の売り上げを記録したため夕刊フジのサイトに取り上げられ[3]、その際にYahoo! JAPANのトップページのトピックスに取り上げられたことがある。
- 当初はメロキュアの楽曲はすべて岡崎が作詞・作曲を担当する予定であったが、本曲のオーダー時に岡崎が多忙でスケジュールの都合がつかなかったため、日向が「1st Priority」の作詞・作曲を担当した。本作の成功を受け、以降のメロキュアの楽曲は岡崎と日向の二人体制で製作することになった[4]。
- 「1st Priority」にはメロキュアの楽曲では初となるミュージック・ビデオが製作されている。映像はすべてコロムビア社内で撮影されており、『ストラトス・フォー』のDVD第3巻の特典として収録された。

## 収録アルバム
| 曲名           | 収録アルバム                     | 発売日        |
| -------------- | -------------------------------- | ------------- |
| 1st Priority   | 『メロディック・ハード・キュア』 | 2004年3月17日 |
| So far,so near | 『メロディック・ハード・キュア』 | 2004年3月17日 |